# ウクライナに栄光あれ!

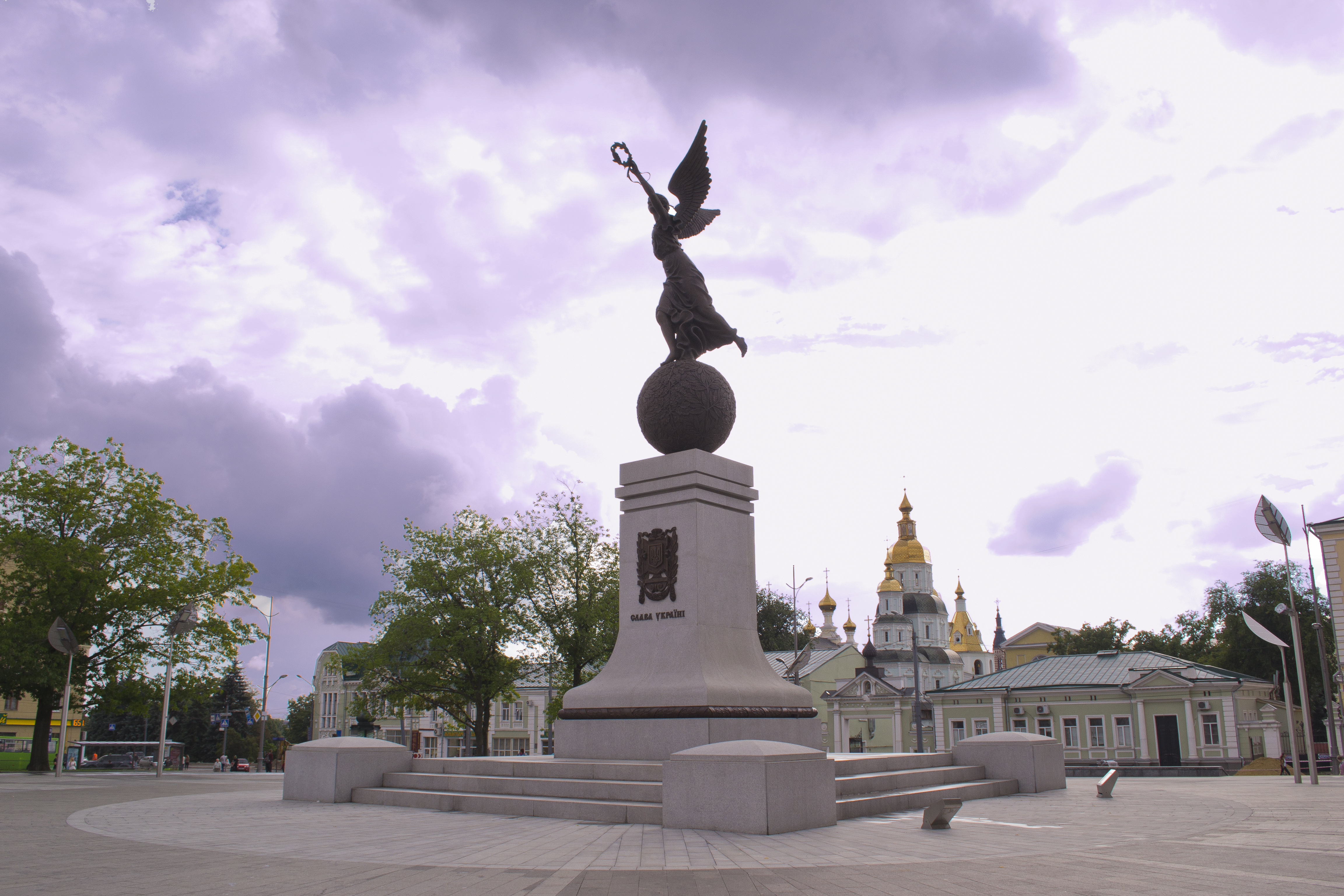
「ウクライナに栄光あれ」（Слава Україні）と刻まれたハルキウの独立記念碑

「ウクライナに栄光あれ！英雄たちに栄光あれ！」（ウクライナにえいこうあれ！えいゆうたちにえいこうあれ！、ウクライナ語: «Слава Україні! Героям слава!»、スラーヴァ・ウクライニ、ヘローヤム・スラーヴァ）は、ウクライナの標語、成句。1917年から1921年にかけて行われたウクライナ独立戦争で確立され、今日に至るまでウクライナ人に広く認知された文言である。また、外国の政治指導者がウクライナの要人に挨拶をするときにも用いられることがある。
通常「ウクライナに栄光あれ！」の発声には、「英雄たちに栄光あれ！」と返す。しかし、もとは「ウクライナに栄光あれ！」のみで使用されており、「英雄たちに栄光あれ！」は後に組み合わされた文言である。

## 概要

### 成立
「ウクライナに栄光あれ！」の元となった表現は、帝政ロシア時代に活躍したウクライナの詩人、タラス・シェフチェンコの著わした詩・『オスノヴャーネンコへ』（ウクライナ語: «До Основ'яненка»；1840年発表）に登場する。この詩では、「ウクライナの栄光よ」（ウクライナ語: «Слава України»）という表現で書かれている。
| 「 | 我らの思い、我らの歌 死ぬことなく、滅びることなく… ああ、そこに、人々よ、我らの栄光がある ウクライナの栄光よ！ | 」 |

また、フランスの作家であるポール・デルレードが、1640年代のコサック蜂起を題材とした『ヘトマン』（1877年発表）では、主人公であるウクライナのヘトマン、フロール・ゲラーシュが、作中で「ウクライナに栄光あれ！」（フランス語: Gloire à l’Ukraine!）という挨拶を発している。
19世紀末から20世紀初めにかけ、ハルキウのウクライナ人学生コミュニティの中では、「ウクライナに栄光あれ！」に対する返答として「全土に栄光あれ！」（ウクライナ語: «По всій землі слава!»）という声かけが用いられた。

### 20世紀

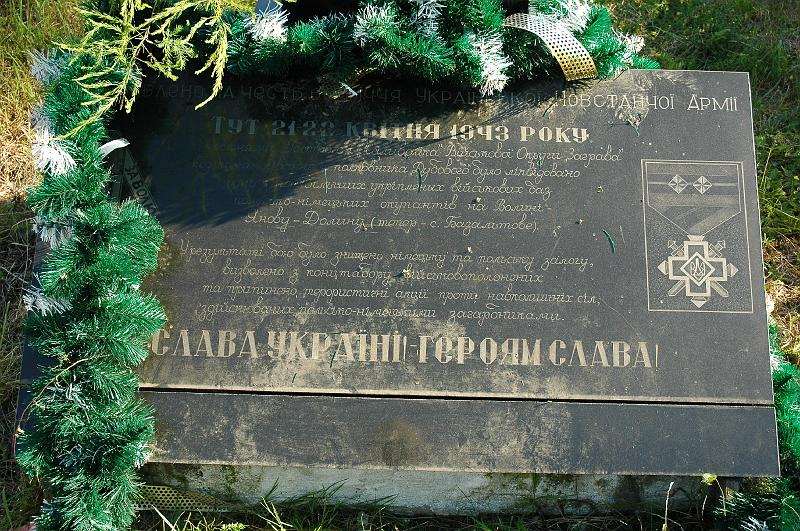
「ウクライナに栄光あれ！英雄たちに栄光あれ！」と刻まれたウクライナ蜂起軍の顕彰碑

「ウクライナに栄光あれ！」が盛んに用いられるようになったのは、1917年から1921年にかけてのウクライナ独立戦争のときである。1920年代に入ると、ウクライナの民族主義者たちが挙って使用するようになった。
現在「ウクライナに栄光あれ！」の返答として用いられる「英雄たちに栄光あれ！」は、1930年代にウクライナ民族主義者組織（OUN）とウクライナ蜂起軍（UPA）の間で使われ始めた。もともとは、OUNの指導者であるイェヴヘーン・コノヴァーレツィなど、ソビエト・ウクライナ戦争（1918年 - 1921年）に参戦した古参兵を称えるための文言だった。「ウクライナに栄光あれ！英雄たちに栄光あれ！」が正式な標語として定められたのは、1941年4月に成立した、ステパーン・バンデーラ率いるOUN-B（ウクライナ民族主義者組織バンデーラ派）でのことである。ウクライナの民族主義者から構成されるOUN-Bは、反ソ連・親ドイツのため、第二次世界大戦中はこの標語をローマ式敬礼とともに頻繁に使用していた。そのうち、「英雄たちに栄光あれ！」については、独ソ戦から帰還したコサック反乱軍を通してクバーニ・コサックでも使用されるようになった。
ソ連末期の1980年代後半から1990年代前半には、この標語は主に反政府集会やデモなどで用いられた。1991年のソ連崩壊に伴ってウクライナが独立すると、「ウクライナに栄光あれ！」は愛国的標語として広く一般に浸透した。1995年には、キーウで行われたアメリカ合衆国のビル・クリントン大統領による演説で、「God bless America」とともにこの標語が使用されている。

### 21世紀

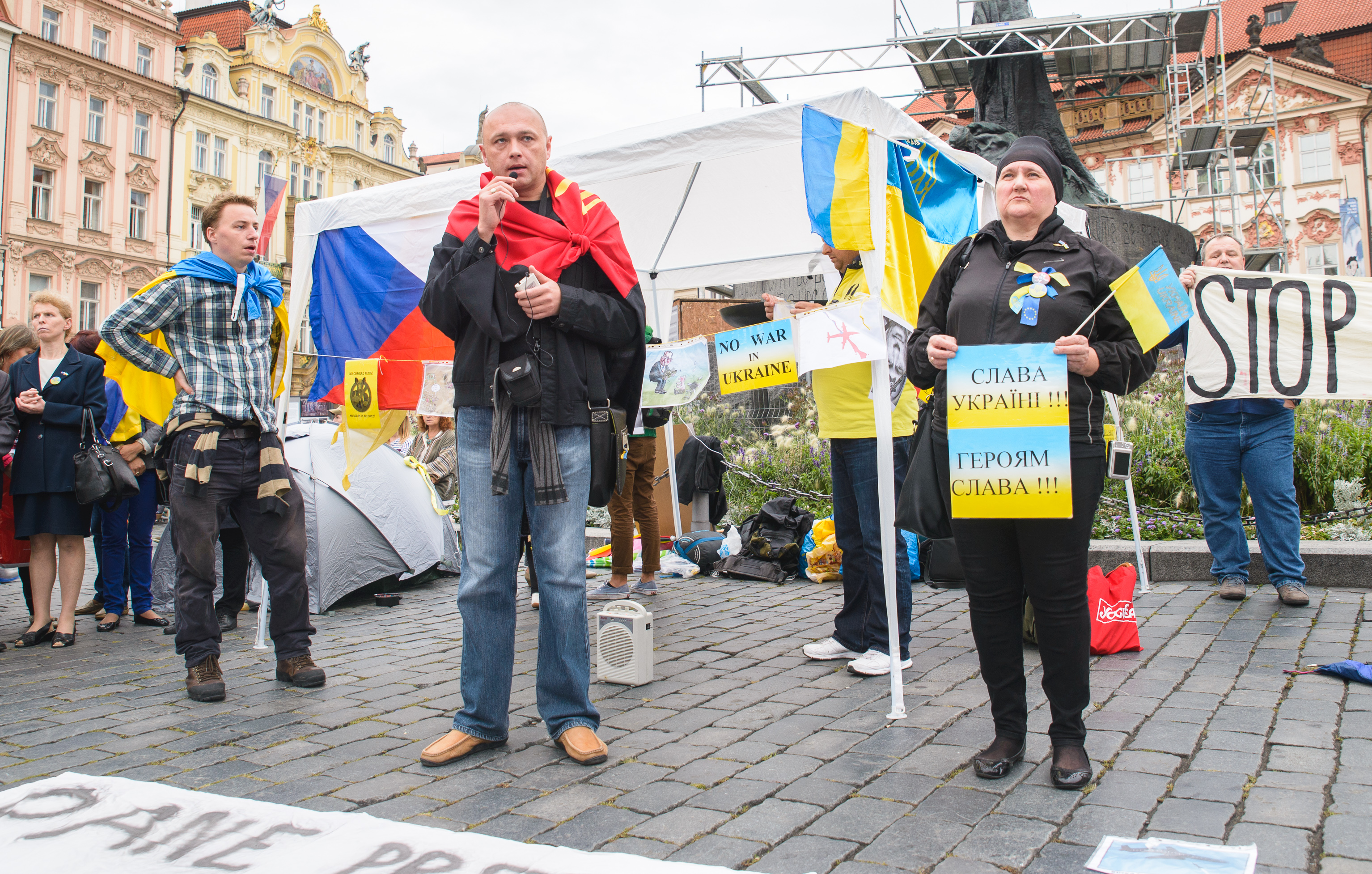
ウクライナ危機に対して、「ウクライナに栄光あれ！英雄たちに栄光あれ！」のスローガンを掲げながら、チェコ政府に反戦とより厳しい対露制裁を迫るプラハ市民（2014年8月31日）。

ウクライナ独立以降しばらくは落ち着きを見せていたこの標語も、2000年代後半から再び脚光を浴びるようになり、特に2014年のウクライナ騒乱では幾度となく叫ばれた。2014年9月、ウクライナのペトロ・ポロシェンコ大統領によるアメリカ合衆国議会演説では、締めくくりの言葉にこの標語が使われた。
2018年7月7日、ロシアで開催中だったFIFAワールドカップの準々決勝において、ロシアをPK戦の末に破ったクロアチアのDFドマゴイ・ヴィダが、試合後「ウクライナに栄光を。この勝利をささげる。」と叫ぶ動画を、動画投稿サイトに公開した。これを不適切行為と判断したFIFAは、ヴィダに注意通告を、ともに動画に映った代表コーチ補佐のブコエビッチには1万5千スイス・フラン（約168万円）の罰金を科した。この処分に対して、FIFAの公式Facebookにウクライナ人サポーターから15万8千件を超えるコメントが殺到したが、そのほとんどが「ウクライナに栄光あれ！」というものだった。ロシア陣営は、このスローガンには超国家主義的な意味合いが込められており、そもそも第二次世界大戦でナチスに協力したウクライナの民族主義者が広めたものだと主張した。一方のウクライナサッカー連盟は、「ウクライナに栄光あれ！」は一般的な挨拶として用いられており、他国への侵略や挑発と解釈されるべきではないとする声明を発表している。
2018年8月9日、ポロシェンコ大統領は、ウクライナ軍の公式挨拶を、それまで用いられていた「こんにちは、同志諸君」（ウクライナ語: Вітаю товариші）から「ウクライナに栄光あれ！」へ変更した。この挨拶は8月24日のキーウ独立記念日パレードで早速導入された。ウクライナ最高議会は、この大統領法案を9月6日に第一読会で諮り、10月4日に承認した。これと合わせて、議会はウクライナ国家警察の公式挨拶も「ウクライナに栄光あれ！」に統一している。
2018年9月7日、チェコで開催されたUEFAチャンピオンズリーグに、この標語が記載された用具を持ち込んで参加したウクライナサッカー連盟だったが、UEFAより「あまりにも政治的かつ軍国主義的」だとして、標語の削除を命じられている。
2022年2月24日にロシアによるウクライナへの侵略戦争が開始されると、ウクライナのウォロディミル・ゼレンスキー大統領は2月25日の夜、首相や参謀長ら政権幹部とともに撮影したビデオ声明において、最後まで首都キーウにとどまり国土を防衛する旨を伝え、「ウクライナに栄光あれ、英雄たちに栄光あれ」と静かに締めくくった。

## 論争
ソビエト連邦において「ウクライナに栄光あれ！」の標語は、ウクライナ民族主義とともに国家分断の恐れがあるとして、数十年間当局により厳しく制限されていた。この標語を使用する者は、「ウクライナのブルジョワ民族主義者」、「バンデリウツィ（バンデーラに由来）」、「ナチの手下」などと非難された。ロシア連邦となってからも、特にクリミア危機・ウクライナ東部紛争の際に、この標語をファシストの標語と位置づけている。
ヨーロッパ以外にも、2019年から2020年にかけて起こった香港民主化デモでは、この標語からインスピレーションを受けて「香港に栄光あれ」という楽曲が作成された。中国本土では極めて否定的に受け止められ、アメリカの命令でウクライナが香港問題に介入していると名指しで批判されたが、中国政府のグレート・ファイアウォールに引っかかることなく、香港に広まった。